# Son Roca
Son Roca es una urbanización y barrio palmesano situada en la parte oeste de la ciudad de Palma de Mallorca, la mayor de las Islas Baleares, España. Se encuentra situada al pie de la montaña de Puigpuñent y separada de la misma. El barrio está limitado al sur con la Autopista de Poniente y al norte con los campos.
En enero de 2002 estaban empadronadas unas 2.679 personas, lo que implica una densidad de población de 577,37 habitantes por hectárea (la mayor de toda Palma).
El centro del barrio se puede considerar que está en Son Ximelis donde entre otras instalaciones se ubica un polideportivo con vestuarios, pistas de petanca, un campo de fútbol, una piscina olímpica, un centro cultural, una guardería laboral, una biblioteca y una pista polideportiva al aire libre donde se puede jugar a fútbol, balonmano, hockey sobre patines y sin patines. 
Existen diversas asociaciones dentro de Son Roca, así aparte de la asociación de vecinos, también existe una Asociación para personas en la tercera edad, clubs de fútbol y petanca una asociación de música tradicional (els Xeremiers de Son Roca) y la asociación parroquial de Sant Roc.
Consta de un centro para los niños además de salas especiales para ellos.

## Accesos
En el 2008 se puede acceder a Son Roca en Taxi y con la línea 8 de la EMT.

## Historia
Cómo con la mayoría de zonas rurales periféricas de una ciudad mallorquina, esta zona comenzó su andadura siendo un conjunto de campos donde las personas más acomodadas iban a veranear. La primera urbanización se inició entre 1970 y 1975 con la construcción de diversas viviendas promovidas por el sector público donde se alojaron inmigrantes procedentes de sur de España así como se realojaron a algunos que vivían en la urbe. Desde entonces debido a la segregación de la ciudad la cultura se ha ido transmitiendo de padres a hijos recibiendo muy pocas modificaciones del entorno.
El inicio de la dotación de infraestructuras públicas data de 1978 con ella, se empezó a integrar más a los habitantes dentro de la sociedad y cultura mallorquina.
La crisis económica de a mediados de los años 80 afectó gravemente a la sociedad del barrio puesto que dejó sin empleo a muchas de las familias con lo que se marginó esta zona. Fue entonces cuando empezó a aparecer la droga en esta barriada y comenzó a fragmentarse la sociabilidad.
A pesar de todo esto, la sociedad de Son Roca se ha ido reconstruyendo y debido a su interés turístico, tanto esta como otras zonas colindantes han empezado a ser urbanizadas con viviendas unifamiliares. Actualmente Son Roca es un barrio integrado dentro de la ciudad de Palma.
La población en esta barriada sigue siendo joven. Todavía hay algunos problemas de alfabetización de personas mayores, pero se están tomando medidas para educarles.
- Datos: Q9078867
- Multimedia: Son Roca / Q9078867